# 129 Антігона
129 Антігона (129 Antigone) — астероїд головного поясу, відкритий 5 лютого 1873 року.